# SAM (Fernsehsendung)
Die Sendung SAM war ein Mittagsmagazin des Fernsehsenders ProSieben, das montags bis freitags von ursprünglich 13:30 bis 14:00 Uhr, zwischenzeitlich von 13:00 bis 14:00 Uhr und zum Schluss 12:00 bis 14:00 Uhr ausgestrahlt wurde. Die Sendung wurde zunächst von Susann Atwell und später von Silvia Laubenbacher oder Silvia Incardona moderiert. SAM wurde in demselben Studio wie taff produziert und teilte sich eine Reihe von Beiträgen mit diesem. Chefredakteur war Tom Zwiessler. Am 20. November 2009 wurde SAM eingestellt und durch US-Serien am Vormittag wie z. B. Charmed und Desperate Housewives ersetzt.

## Entwicklung

### Sendezeit
Zu Beginn (1995) lief die Sendung von 13:30 bis 14:00 Uhr, wurde 1999 um eine weitere halbe Stunde erweitert und sendete seitdem von 13 bis 14 Uhr. Nachdem die Sendezeit für ein zweiwöchiges Themen-Spezial auf zwei Stunden ausgedehnt wurde und diese gute Quoten einbrachte, wurde die Sendezeit am 25. März 2008 auf 12–14 Uhr festgelegt, wodurch die Sendung erstmals gänzlich parallel zum Konkurrenzformat Punkt 12 von RTL lief, das ursprünglich von 12:00 bis 13:00 Uhr ausgestrahlt wurde, um die Zeit jedoch seinerseits auf zwei Stunden verlängert wurde und somit (ebenfalls) von 12:00 bis 14:00 Uhr lief.

### Moderation
Moderiert wurde die Sendung anfangs von Susann Atwell. Vertretungsweise sprang Alexander Mazza für sie ein. Nachdem Atwell die Sendung verlassen hatte, übernahm Mazza zusammen mit Silvia Laubenbacher im Jahr 1999 die Moderation. Im Jahr 2001 ging Laubenbacher für ein paar Monate in Babypause und wurde von Susann Atwell vertreten. Ende 2003 hat Mazza den Sender verlassen, Laubenbacher übernahm die alleinige Moderation und wurde hin und wieder durch Silvia Incardona vertreten.

## Aufteilung
Die Sendung begann ohne Trailer. Der Aufbau der Sendung war im Regelfall dreiteilig und wurde von zwei Werbeblöcken unterbrochen:
1. aktuelles Tagesgeschehen, immer mit den SAM-News
2. Prominenz, ebenfalls immer mit den Promi-News
3. Verschiedenes

Von Dienstag bis Freitag gab es vor den Werbeblöcken das Raab-Rätsel, ein Ausschnitt aus TV total. Danach wurde eine Preisfrage für Zuschauer eingeblendet.